# José Roquette
José Alfredo Parreira Holtreman Roquette GCM (Lisboa, São Sebastião da Pedreira, 22 de setembro de 1936) é um empresário e dirigente desportivo português.

## Biografia
José Roquette nasceu a 22 de setembro de 1936 na Maternidade Alfredo da Costa em São Sebastião da Pedreira, Lisboa.
Depois de frequentar o Colégio Brotero, na Foz do Douro, prosseguiu os estudos na Faculdade de Economia da Universidade do Porto, onde se licenciou em Economia. Viveu muitos anos no Porto, antes de se mudar para Lisboa e, finalmente, para o Alentejo.
Em 1959 iniciou a sua vida profissional na cidade do Porto, no Banco Espírito Santo. Em 1960 é promovido e chega a Lisboa, tornando-se num dos homens de confiança de Manuel Ribeiro do Espírito Santo Silva, patrão da instituição. Em 1973 participa na constituição da Finagra, sociedade com que adquire a Herdade do Esporão (onde se situa a famosa Torre do Esporão), estatizada com o 25 de abril de 1974. Preso duas vezes durante o PREC, saiu de Portugal e viajou ao serviço do Grupo Espírito Santo, numa altura em que exercia funções na administração das suas principais holdings. No final da década de 1980, deixa aquela instituição para assumir a presidência da sociedade Valores Ibéricos, através da qual assegurou o controlo do Banco Totta e Açores, em coligação com os espanhóis do Grupo Banesto, beneficiando do processo de privatizações levado a cabo pelo governo social-democrata de Aníbal Cavaco Silva.
A 11 de Abril de 1996, a ligação ao futebol leva-o ao cargo de presidente da Direcção do Sporting Clube de Portugal, o clube fundado pelo seu avô paterno e homónimo, José Alfredo Holtreman Roquette, conhecido como José Alvalade, e pelo seu trisavô, avô materno deste, Alfredo Augusto das Neves Holtreman. No Sporting, começou também a implementar uma lógica empresarial, tendo sido o responsável pela criação da Sociedade Anónima Desportiva (SAD), numa atitude pioneira no futebol português e com a qual o clube voltou a ser campeão ao fim de 18 anos; sendo também o mentor da construção do novo Estádio e da Academia de Alcochete. Terminou o seu mandato a 1 de Agosto de 2000.
Actualmente, além dos negócios do vinho e do azeite da Herdade do Esporão, lidera o investimento no Parque Alqueva, com o projecto turístico Roncão d'El Rei, um antigo monte de caça do rei D. Carlos I de Portugal. É também um reconhecido apoiante do movimento de cidadania Melhor Alentejo.
A 17 de Janeiro de 2006 foi agraciado com a Grã-Cruz da Ordem do Mérito.

## Dados genealógicos
Filho de José de Alvalade Holtreman Roquette (Lisboa, Lumiar, 28 de maio de 1910 – ?
Porto, ?), Industrial, corrector da Bolsa de Valores do Porto e campeão nacional de ténis, descendente da família Holtreman, filho natural de José Alvalade, neto materno do 1.º Visconde de Alvalade, e de sua mulher (Angra do Heroísmo, São Pedro, 19 de maio de 1935) Mariana Dart de Castro Parreira (Angra do Heroísmo, São Pedro, 24 de fevereiro de 1912 – ?), sobrinho-tetraneto do 1.º Conde da Póvoa e 1.º Barão de Teixeira, este primo do 1.º Visconde do Cartaxo, tetraneto de um francês e duma italiana, bem como de uma alemã e de um inglês, é o mais velho de 11 irmãos e irmãs. É também o membro mais velho do ramo Holtreman-Roquette.
Casou, Seteais, em Sintra, a 10 de Setembro de 1960, com:
- Maria Margarida Macedo Pinto de Mendonça (Porto, 14 de Dezembro de 1936), filha de Ernesto Vieira de Mendonça e sua mulher Maria Carolina Macedo Pinto[10], sobrinha-neta do 1.º Visconde de Macedo Pinto.

Tiveram:
- José Pedro de Mendonça Holtreman Roquette (Alvalade, Lisboa, 7 de Setembro de 1961)[10]
- Maria Joana de Mendonça Holtreman Roquette (Alvalade, Lisboa, 7 de Novembro de 1962)[10]
- André Maria de Mendonça Holtreman Roquette (Alvalade, Lisboa, 18 de Julho de 1964)[10]
- Maria Benedita de Mendonça Holtreman Roquette (Alvalade, Lisboa, 24 de Setembro de 1965)[10]
- Maria Madalena de Mendonça Holtreman Roquette (Alvalade, Lisboa, 9 de Maio de 1967)[10]
- João Pedro de Mendonça Holtreman Roquette (Alvalade, Lisboa, 6 de Janeiro de 1974)[11]